# Trident Juncture 2018
Trident Juncture 2018, сокращенно TRJE18 (с англ. — «Единый трезубец 2018») — широкомасштабные военные учения стран НАТО, проходившие в Норвегии с 25 октября по 23 ноября 2018 года, сценарий которых предполагает совместное отражение союзниками по блоку внешней военной агрессии в рамках статьи 5 устава НАТО о коллективной обороне. Учения стали крупнейшими со времени окончания холодной войны. В манёврах были задействованы 65 кораблей, 250 самолётов, 10 тысяч единиц техники и порядка 50 тысяч военнослужащих из 31 страны. Основная часть учений проводилась в центральном и восточном районах Норвегии, а также в морской акватории и воздушном пространстве Норвегии, Швеции и Финляндии. Заявленная цель TRJE18 заключалась в подготовке Сил быстрого реагирования НАТО и проверке обороноспособности альянса.

## Подготовка
Во время саммита НАТО в Ньюпорте в 2014 году альянс принял решение о проведении нескольких крупных военных учений в ближайшие годы. Манёвры «Единый трезубец» стали одними из таких учений и впервые были проведены в Португалии и Испании в 2015 году. Также было принято решение о проведении вторых учений «Единый трезубец», запланированных на 2018 год. Правительство Норвегии предложило провести учения у себя, НАТО приняло предложение Норвегии в 2015 году. Основной этап учений должен был проходить в центральной и восточной частях Норвегии, в губерниях Трёнделаг, Хедмарк и Оппланд.
В вооруженных силах Норвегии учения назвали крупнейшими в Норвегии с 1980-х годов. Для НАТО эти учения должны были стать крупнейшими с 2002 года.

## Описание

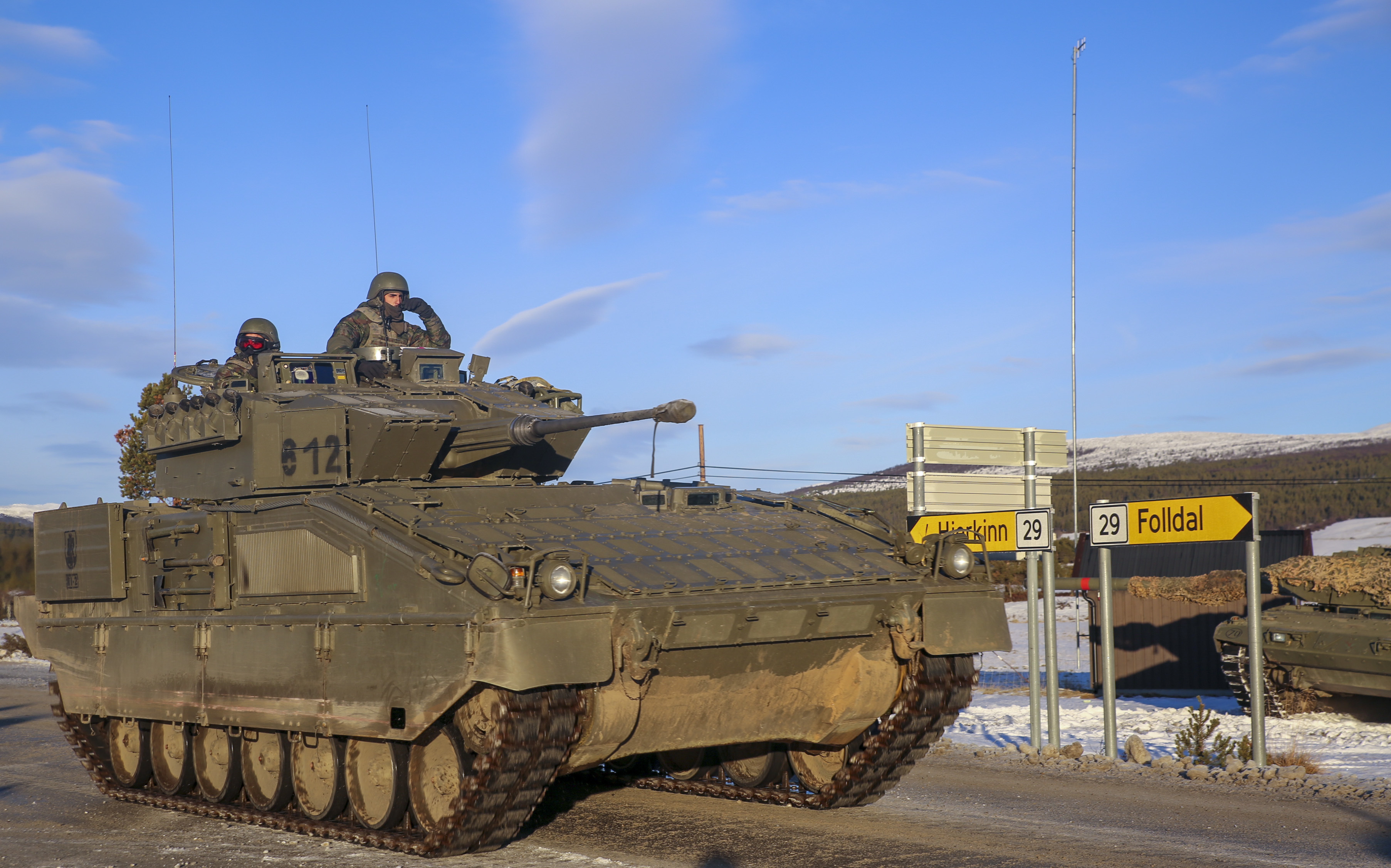
Испанская БМП ASCOD Pizarro на учении Trident Juncture 2018.

Учения «Единый трезубец 2018» состояли из трёх основных этапов: фаза развёртывания и перегруппировки с августа по октябрь и с ноября по декабрь; полевые учения с 25 октября по 7 ноября; командно-штабные учения с 14 по 23 ноября 2018 года.
Развёртывание началось с размещения личного состава, оборудования и военной техники в 27 различных точках Норвегии. Потребовалось порядка 180 авиарейсов и 60 зафрахтованных кораблей для переброски всего оборудования в Норвегию. Из пунктов прибытия техника доставлялась в районы подготовки железнодорожным и автомобильным транспортом. В общей сложности в районе учений создано 50 полевых лагерей, 20 из которых могли вместить не менее чем по 500 человек, самый большой был рассчитан на 5500 человек.
Полевые учения проводились по сценарию, напоминающему британский «План R4» и германскую операцию «Учения на Везере», согласно которому вторжению на территорию Норвегии войск «сил Севера» из государства «Муринус» противостоят «силы Юга». Наземные манёвры проходили в районе к югу от Тронхейма и к северу от Осло, морские — вдоль побережья Норвегии, в Северном море и ограниченных районах Балтийского моря и Скагеррака, для воздушных манёвров было задействовано пространство Норвегии, Швеции и Финляндии.
Командно-штабные учения проводились в Объединенном центре разработки концепций боевого применения ОВС НАТО в Ставангере. Учения осуществлялись c применением компьютерного моделирования. Сотрудники штаб-квартиры были протестированы по своим основным функциям в структуре командования и сил НАТО. Эти учения также являлись сертификационным испытанием для Объединенного командования ОВС НАТО «Неаполь».

## Происшествия
- 17 октября 2018 года в 22:29 NH90 TTH «Кайман», приписанный к 1-му полку боевых вертолётов[фр.] Лёгкой авиации Сухопутных войск Франции, потерпел крушение во время взлёта с вертолётоносца «Дисмюд»[фр.] в 130 километрах от города Дюнкерк.[14][15] Корабль следовал в Норвегию для участия в учениях TRJE18.[16][17] Экипаж выбрался из вертолёта невредимым, но пострадали четверо моряков из палубного экипажа, одного из них госпитализировали в тяжёлом состоянии[18].
- 23 октября 2018 года произошло дорожно-транспортное происшествие с участием семи единиц военной техники на окружной дороге 705[норв.] между коммунами Тюдал и Рёрус. Три военные машины столкнулись, ещё четыре, при попытке избежать столкновения, слетели с дороги и перевернулись на склоне горы в губернии Трёнделаг. Причиной происшествия стал гололёд. Пострадали четыре военнослужащих США. Двое из них были доставлены в госпиталь Св. Олава[норв.] воздушной скорой помощью.[19][20][21][22][23][24][25]
- 23 октября 2018 года произошло дорожно-транспортное происшествие с участием военной техники и гражданского автобуса на окружной дороге 30[норв.], проходящей по деревне Гломос[норв.] в коммуне Рёрус. Водитель автобуса получил лёгкие травмы.[19]

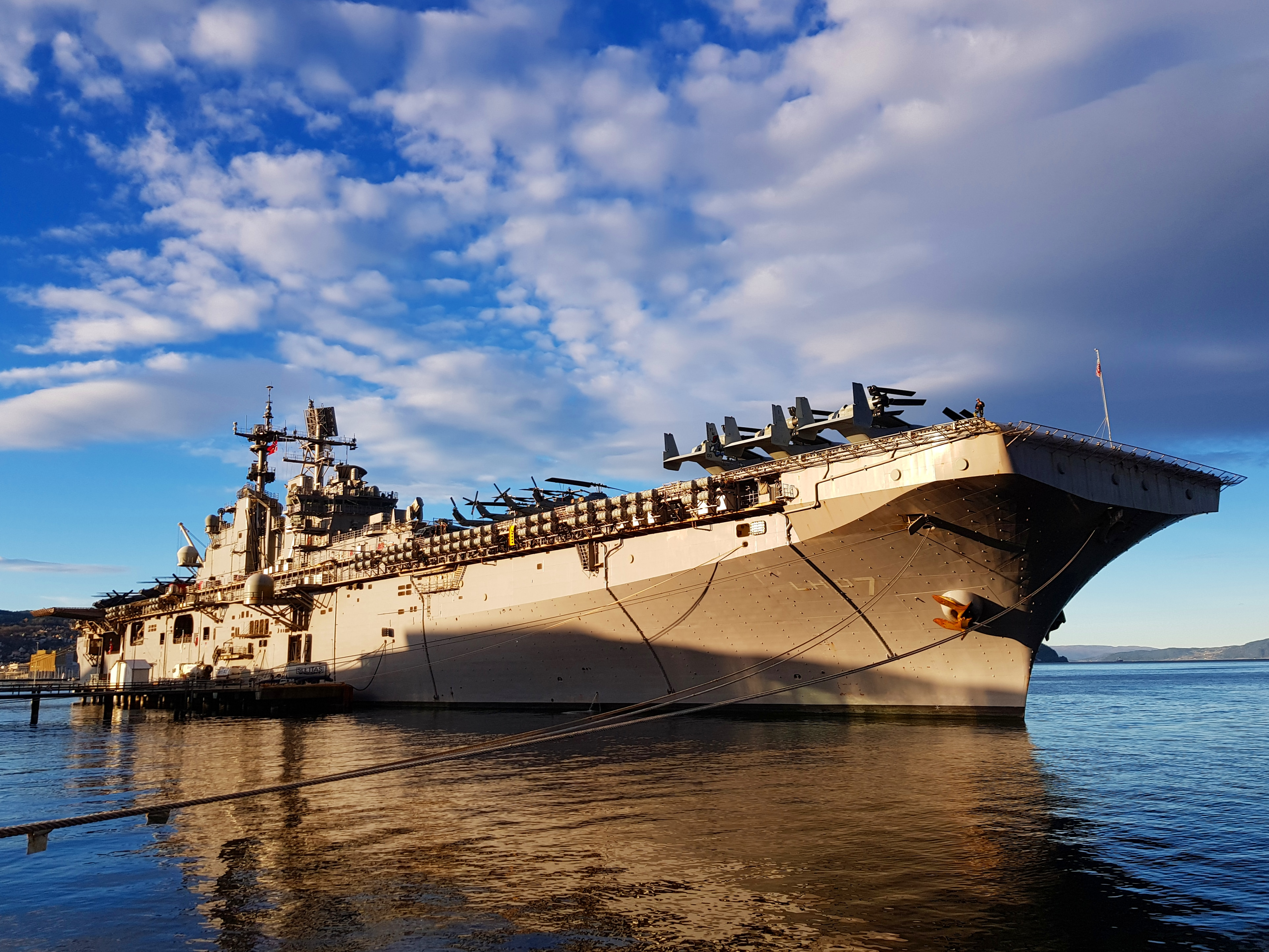
УДК «Иводзима» ВМС США в Тронхейме.

- УДК «Иводзима» ВМС США в Тронхейме.24 октября 2018 года десантный корабль-док «Ганстон Холл»[англ.] ВМС США получил повреждения, которые не позволили ему принять участие в манёврах. Была повреждена док-камера и несколько десантных катеров LCU 1610. Причиной повреждений стал шторм у берегов Исландии. Десятки членов экипажа (а также морских пехотинцев, находившихся на борту) получили травмы и повреждения мягких тканей. В связи с нештатной ситуацией корабль был направлен в порт Рейкьявик. Также в порт Рейкьявика зашёл десантный транспорт-док «Нью-Йорк» ВМС США из состава амфибийно-десантной группы, возглавляемой универсальным десантным кораблем «Иводзима»[англ.].[25][26][27]
- 26 октября 2018 года произошло возгорание в машинном отделении фрегата «Галифакс»[англ.] ВМС Канады близ побережья Норвегии. По словам представителя министерства национальной обороны Канады Дэна Ле Бутилье, экипаж фрегата не пострадал и сумел быстро справиться с огнём. Одна из двух газотурбинных установок General Electric LM2500 могла получить повреждения.[28][29][30][31][32]
- 29 октября 2018 года фрегат «Торонто»[англ.] ВМС Канады оказался обесточен и лёг в дрейф недалеко от берегов Британии. Причиной стала проблема в одной из электроустановок. Усилиями команды подача электричества на фрегате была восстановлена. После того, как корабль был доставлен в порт Белфаста на его борту произошёл очередной инцидент — аварийная энергоустановка, на которой осуществлялись ремонтные работы, загорелась. Это привело к отключению работы двигателей и задымлению на корабле. Понадобилось несколько часов, чтобы потушить пожар.[29][30][31][32]
- 1 ноября 2018 года военная машина перевернулась в деревне Волль[норв.] в коммуне Реннебу. Два военнослужащих США получили травмы и были госпитализированы.[33][34][35]
- 3 ноября 2018 года три боевых бронированных машины Pansarterrängbil 360 ВС Швеции съехали с дороги недалеко от водопада Истерфоссен[норв.] в губернии Хедмарк, при этом одна из них столкнулась с пассажирским автомобилем. Четверо шведских военнослужащих получили травмы, трое из них были доставлены в госпиталь Тюнсета[норв.], один вертолётом скорой помощи в госпиталь Лиллехаммера[норв.][36][37][38][39].
- 9 ноября 2018 года обер-штабс-ефрейтор[нем.] 5-й роты 232-го батальона горных стрелков[нем.] Бундесвера скончался на месте дорожно-транспортного происшествия с участием гражданского автомобиля на окружной дороге 6548[норв.] в коммуне Хультолен.[40][41]
- 12 ноября 2018 года произошло дорожно-транспортное происшествие с участием военной техники и гражданского автомобиля на автомагистрали E6[норв.] в области Клетт[норв.] коммуны Тронхейм.[42][43]

### Крушение норвежского фрегата «Хельге Ингстад»
8 ноября 2018 года фрегат «Хельге Ингстад» типа «Фритьоф Нансен» ВМС Норвегии столкнулся с ходящим под флагом Мальты танкером «Сола ТС» недалеко от базы «Хоконсверн» в коммуне Берген.
Фрегат получил огромную пробоину ниже ватерлинии, начал тонуть и был преднамеренно посажен на мель, где продолжил набирать воду и крениться, после чего лёг правым бортом на грунт. Экипаж фрегата был эвакуирован, восемь человек пострадали при столкновении, им оказали медицинскую помощь. Несмотря на все усилия спасателей, фрегат ушел под воду.
Позднее, 25 ноября, сторожевой корабль «Олав Трюггвасон» ВМС Норвегии столкнулся с прогулочным катером, два человека получили ранения. Корабль следовал на юг по Йельте-фьорду, окончив патрулирование в районе затопления фрегата. Оба пострадавших и их сильно поврежденный катер были подняты на борт корабля и доставлены в порт Оготнес.
17 ноября 2018 года стало известно, что в момент кораблекрушения на мостике норвежского фрегата находился офицер ВМС США.

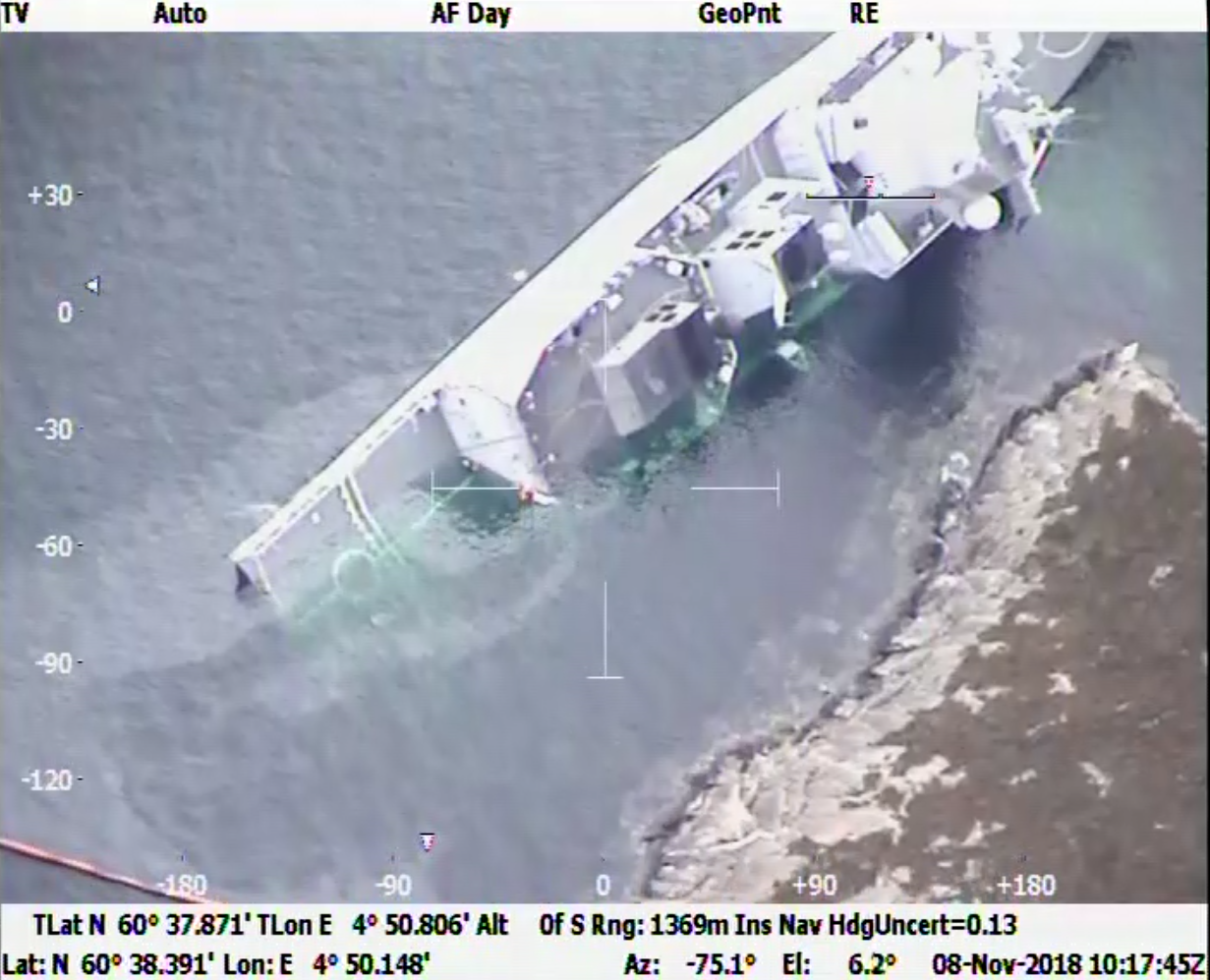
Затопленный фрегат Хельге Ингстад
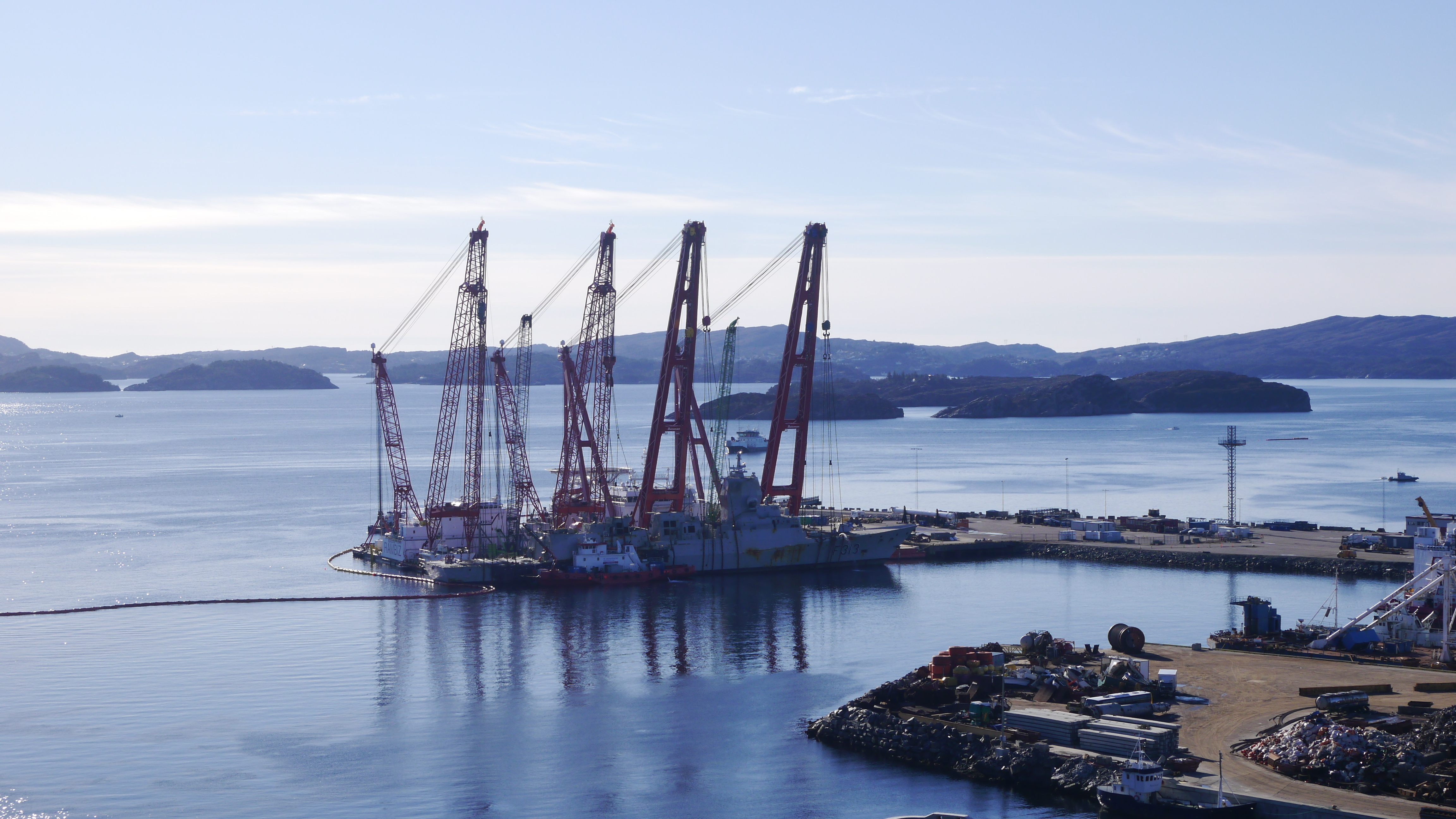
Фрегат «Хельге Ингстад» ВМС Норвегии, удерживаемый плавучими кранами

## Притеснения местного населения
Жители Норвегии оставили более 400 жалоб на неподобающее поведение военнослужащих НАТО, принимавших участие в манёврах. Около 30 из них — сообщения о дорожно-транспортных происшествиях между военными и гражданскими транспортными средствами. Авторами большинства обращений были фермеры, чьи поля были повреждены военной техникой. Однако некоторые местные жители пожаловались на то, что военные справляли естественные потребности возле детских садов, школ и спортивных объектов.
4 ноября 2018 года военнослужащие НАТО задержали и заковали в наручники 46-летнего аутиста, который якобы не повиновался приказу остановиться. Он прогуливался возле здания, в котором на время учений разместили сотни солдат, и показался военным подозрительным. По словам родственников, мужчина был травмирован произошедшим.

## Другие факты
Авианосец «Гарри Трумэн» стал первым американским кораблём этого класса, который вошёл в Арктику с сентября 1991 года, когда в учениях в этом районе участвовал авианосец «Америка».
Министерство обороны Норвегии зафиксировало сбои в работе системы GPS в период с 16 октября по 7 ноября. Служба воздушной навигации Финляндии опубликовала предупреждение о нестабильной работе GPS на севере страны 6 и 7 ноября. В районах Рованиеми и Киттиля сигнал GPS был ненадежным.
НАТО и вооружённые силы Норвегии подписали контракты с норвежскими предприятиями на общую сумму 1,5 миллиарда норвежских крон, которые включают в себя обеспечение 35 000 спальных мест, 1,8 млн обедов, 4,6 млн бутылок воды и 657 000 кг белья на весь период учений.
Военнослужащие Словении, принимавшие участие в учениях в Норвегии, пожаловались на несоответствующую погоде униформу. Подполковник Урош Тринко, командовавший словенским контингентом на учениях, состоявшим из 232 человек, сообщил, что многие его подчинённые жаловались на обмундирование и особенно обувь, «не защитившие их от норвежских холода и влаги». Командование признало проблемы, но отметило, что обморожений и серьёзных травм не было.
Министерство обороны Нидерландов не закупило зимнюю форму одежды для военнослужащих подразделений армии, которые принимают участие в манёврах. Статс-секретарь Министерства обороны Нидерландов Барбара Виссер заявила, что в министерстве не предусмотрели, что в это время года в Норвегии будут такие низкие температуры. При этом Виссер подчеркнула, что военнослужащим, которые приобретут зимнюю форму самостоятельно, необходимо будет компенсировать расходы в размере 1 тысячи евро.
Более 6 тысяч американских военных квартировались в Рейкьявике по пути в Скандинавию. За время их пребывания в городе в большинстве баров и ресторанов закончилось пиво, и местным пивоварням пришлось срочно поставлять дополнительные пивные кеги.